# أيه جي باكلي
أيه جي باكلي (بالإنجليزية: A.J. Buckley)‏؛ (مواليد 2 فبراير، 1977)، ممثل، مخرج كندي-أيرلندي.

## بداياته
ولد «أيه جي باكلي»، في مدينة «دبلن» أيرلندا ثم هاجر في سن السادسة مع عائلته الي كندا، حيث قضى سنوات مراهقته في وايت روك، كولومبيا البريطانية، بدأ مسيرته التمثيلية هناك في المسلسل التلفزيوني "The Odyssey" تبعة الظهور كضيف شرف في كلا من «الملفات الغامضة» و «ألفية».

## وصلات خارجية
- الموقع الرسمي

أيه جي باكلي على موقع IMDb (الإنجليزية)
- أيه جي باكلي على موقع روتن توميتوز (الإنجليزية)
- أيه جي باكلي على موقع قاعدة بيانات الأفلام العربية
- أيه جي باكلي على موقع ألو سيني (الفرنسية)
- أيه جي باكلي على موقع ميوزك برينز (الإنجليزية)
- أيه جي باكلي على موقع أول موفي (الإنجليزية)
- أيه جي باكلي على موقع قاعدة بيانات الأفلام السويدية (السويدية)
- أيه جي باكلي على موقع إن إن دي بي (الإنجليزية)
- أيه جي باكلي على موقع قاعدة بيانات الفيلم (الإنجليزية)
- أيه جي باكلي على موقع كينوبويسك (الروسية)